# Bédjondo
 Bédjondo è un comune  del Ciad situato nel dipartimento di Mandoul Occidentale, provincia di Mandoul.
È il capoluogo del dipartimento.